# 基什豪尔詹
基什豪尔詹，是匈牙利诺格拉德州所辖的一个村。总面积8.95平方公里，总人口603，人口密度67.4人/平方公里（2011年1月1日）。